# Astrospartus mediterraneus
Astrospartus mediterraneus är en ormstjärneart som först beskrevs av Risso 1826.  Astrospartus mediterraneus ingår i släktet Astrospartus och familjen medusahuvuden. Inga underarter finns listade i Catalogue of Life.

## Bildgalleri

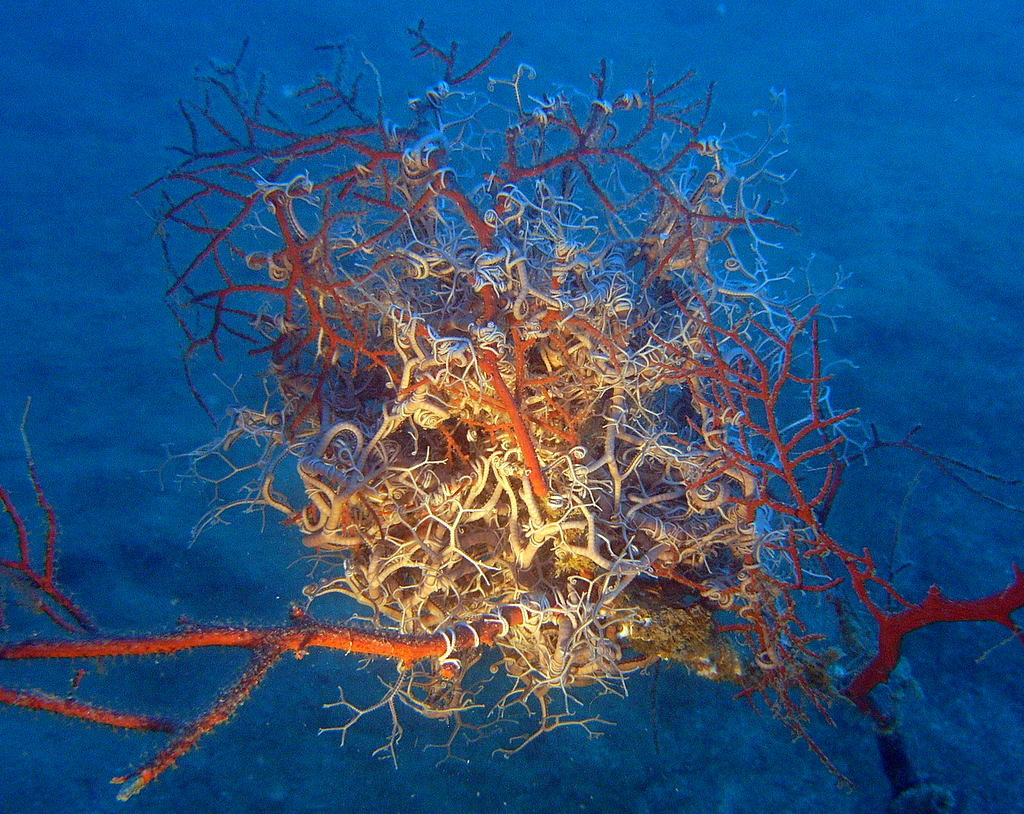